# دبیرستان (فیلم ۲۰۱۰)
«دبیرستان» (انگلیسی: High School (2010 film)) فیلمی در ژانر کمدی است که در سال ۲۰۱۰ منتشر شد. از بازیگران آن می‌توان به آدرین برودی، مایکل چکلیس، مت بوش، شان مارکت، آلیسیا سیکستوس و کولین هنکس اشاره کرد.

## خلاصه فیلم
داستان در مورد یک دانش‌آموز ممتاز دبیرستان است که خودش را درگیر یک موضوع تست موادمخدر می‌کند. وضعیت وی ایجاب می‌کند که یک نقشه جعلی اجرا کند و ...